# Oleg de Drelinia
Yaropolk IYaropolk 

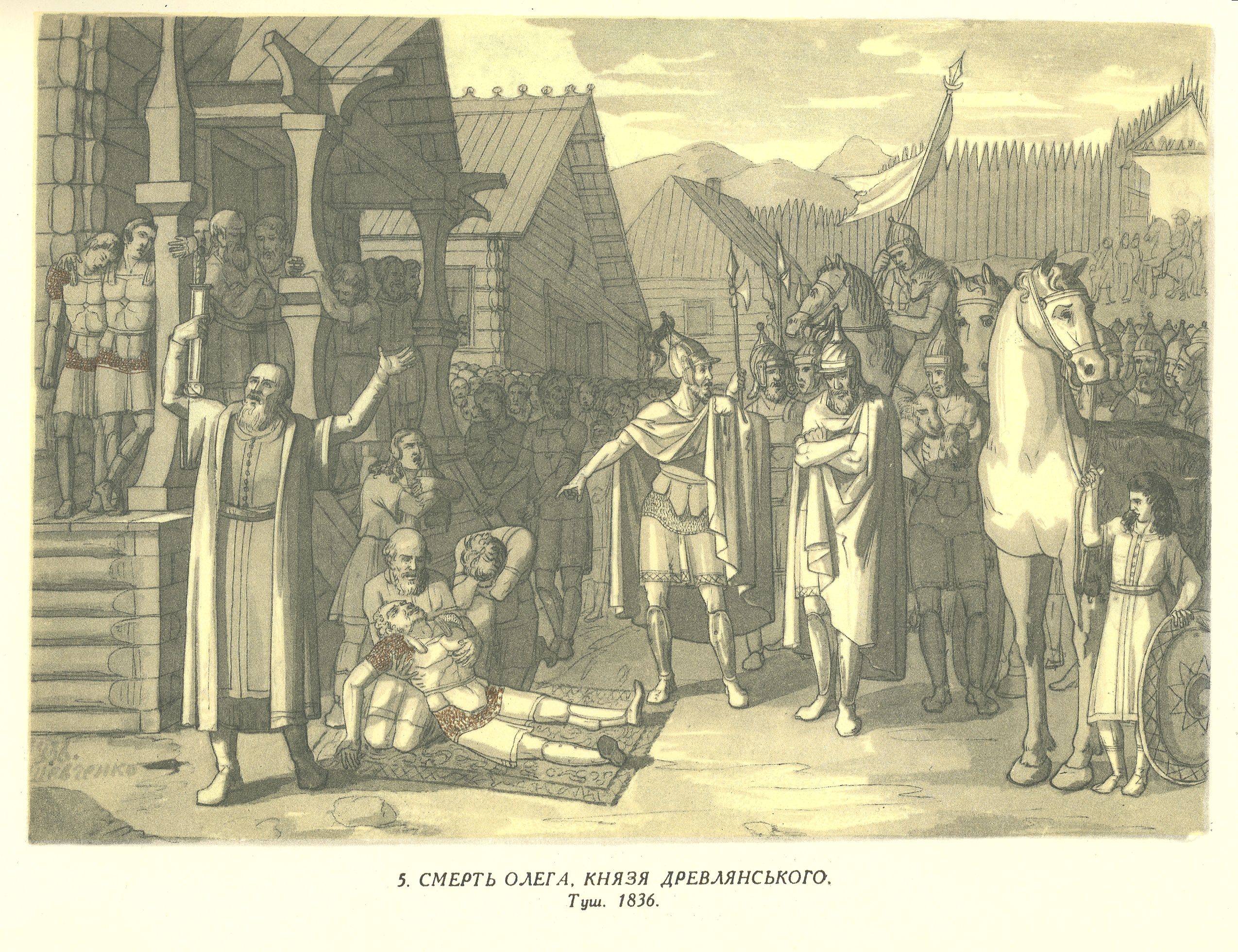
Tarás Shevchenko. Muerte de Oleg, el príncipe de los drevlianos.

Oleg Sviatoslávich fue el gobernante ruríkido de los drevlianos, que habitaban una región de la actual Ucrania occidental, desde 969 hasta su muerte en 977. Era el segundo hijo de Sviatoslav I de Kiev.
Su fecha de nacimiento es desconocida, pero probablemente fue antes de 957. Cuando Sviatoslav dividió sus dominios, le dio a Oleg el gobierno de los drevlianos. Oleg y su hermano Yaropolk se enfrentaron en una guerra después de la muerte de su padre. Según la Crónica de Néstor, Oleg mató a Lyut, el hijo del principal consejero y comandante militar de Yaropolk, Sveneld. En venganza y ante la insistencia de Sveneld, Yaropolk emprendió la guerra contra su hermano y lo mató en Óvruch (Ovruch). Entonces, Yaropolk envió a sus hombres a Nóvgorod, del que su otro hermano, Vladímir había huido al recibir las noticias de la muerte de Oleg. Yaropolk se convirtió en el único gobernante de la Rus de Kiev.
En 1044 Yaroslav I el Sabio hizo exhumar, cristianizar y enterrar de nuevo los huesos de Oleg en la Iglesia de los Diezmos.

## Posibles descendientes
Hay una leyenda checa (mencionada por Jan Amos Komenský, en Spis o rodu Žerotínů, Bartosz Paprocki  y Bohuslav Balbín, entre otros), que la Casa de Zierotin desciende de cierto Oleg de Rus.